# Gennadi Iwanowitsch Iwantschenko
Gennadi Iwanowitsch Iwantschenko (russisch Геннадий Иванович  Иванченко; * 30. Juli 1946 in Gschatsk) ist ein ehemaliger sowjetischer Gewichtheber.

## Werdegang
Iwantschenko wuchs in Riga auf und besuchte dort die Schule. Als Jugendlicher betrieb er Leichtathletik und kam dabei im Training mit dem Gewichtheben in Berührung. Diese Sportart gefiel ihm so gut, dass er sich entschloss, diese künftig als Hauptsportart zu betreiben. Bei seinen ersten kleineren Wettkämpfen in regionalem Rahmen kam er als Leichtgewichtler auf 275 bis 300 kg im olympischen Dreikampf. Unter der Anleitung seines Trainers M. Freifeld übte er jedoch fleißig weiter und schaffte 1967 als Mittelgewichtler den Sprung auf 410 kg. Es dauerte dann aber noch einmal drei Jahre, bis er die sowjetische und damit die Weltspitze erreicht hatte. Das Jahr 1970 war das erfolgreichste Jahr seiner Laufbahn, denn er wurde Welt- und Europameister. Danach hob er noch einige Jahre in der Weltspitze mit. Die starke Konkurrenz im eigenen Lande verhinderte jedoch weitere  Einsätze bei Olympischen Spielen, Welt- und Europameisterschaften.

## Internationale Erfolge
(WM = Weltmeisterschaft, EM = Europameisterschaft, Ls = Leichtschwergewicht, Ms = Mittelschwergewicht, bis 1972 olympischer Dreikampf, danach Zweikampf)
- 1970, 1. Platz, EM in Szombathely, Ls, mit 487,5 kg, vor György Horváth, Ungarn, 472,5 kg und Sochanski, Polen, 465 kg;
- 1970, 1. Platz, WM in Columbus/USA, Ls, mit 505 kg, vor Norbert Ozimek, Polen, 482,5 kg und David Rigert, UdSSR, 482,5 kg;
- 1971, 1. Platz, Großer Preis von Rostock, Ls, mit 502,5 kg, vor Horvath, 462,5 kg und Curbelo, Kuba, 445 kg;
- 1971, 1. Platz, EM in Sofia, Ls, mit 500 kg, vor Horvath, 490 kg und Turcato, Italien, 462,5 kg;
- 1973, 1. Platz, Baltic Cup in Schwedt, Ls, mit 327,5 kg vor Frank Zielecke, DDR, 325 kg und Wolfgang Kneißl, Deutschland, 305 kg;
- 1975, 2. Platz, Turnier in Saporischschja, Ls, mit 342,5 kg, hinter Waleri Schari, UdSSR, 355 kg und vor Gennadi Bessonow, UdSSR, 342,5 kg;
- 1977, 2. Platz, Großer Preis der UdSSR in Vilnius, Ms, mit 362,5 kg, hinter Serhej Poltorazkyj, UdSSR, 365 kg und Altujew, UdSSR, 355 kg.

## UdSSR-Meisterschaften
- 1970, 1. Platz, Ls, mit 500 kg, vor David Rigert, 495 kg und Boris Selitski, 482,5 kg;
- 1971, 1. Platz, Ls, mit 500 kg, vor Selitski, 495 kg, Boris Pawlow, 490 kg und Waleri Schari, 490 kg;
- 1972, 2. Platz, Ls, mit 510 kg, hinter Pawlow, 515 kg und vor Selitski, 487,5 kg;
- 1973, 2. Platz, Ls, mit 340 kg, hinter Wladimir Ryschenkow, 352,5 kg und vor Pawlow, 340 kg.

## Weltrekorde
(alle im Leichtschwergewicht erzielt)
im Drücken:
- 178,5 kg, 1972 in Riga.

im Reißen:
- 153 kg, 1971 in Paris.

im Stoßen:
- 191,5 kg, 1969 in Lemberg,
- 195,5 kg, 1971 in Riga.

im olympischen Dreikampf:
- 492,5 kg, 1969 in Gräfenroda,
- 495 kg, 1969 in Lemberg,
- 500 kg, 1970 in Wilna,
- 505 kg, 1970 in Columbus/USA.